# Belgooly
Belgooly är en ort i republiken Irland.   Den ligger i grevskapet County Cork och provinsen Munster, i den södra delen av landet, 230 km sydväst om huvudstaden Dublin. Belgooly ligger 9 meter över havet och antalet invånare är 765.
Terrängen runt Belgooly är huvudsakligen platt. Belgooly ligger nere i en dal.  Närmaste större samhälle är Cork, 17,7 km norr om Belgooly. 